# Lijst van Ojibwe-groepen
De Verenigde Staten tellen tien historische hoofddivisies van de Ojibwe Anishinaabeg, en de Canadese provincie Ontario vier.
| Euro-Amerikaanse naam                  | Ojibwe-naam                  | Locatie                                                               |
| -------------------------------------- | ---------------------------- | --------------------------------------------------------------------- |
| Saulteaux                              | Baawitigowininiwag           | Vlak bij Sault Ste. Marie                                             |
| Boarder-Sitters                        | Biitan-akiing-enabijig       | Noordelijk Wisconsin                                                  |
| Lake Superior Band                     | Gichi-gamiwininiwag          | Zuidkust van het Bovenmeer                                            |
| Mississippi River Band                 | Gichi-ziibiwininiwag         | Boven-Mississippirivier in Minnesota                                  |
| Rainy Lake Band                        | Goojijiwininiwag             | Rainy-meer en Rainy-rivier, bij de noordgrens van Minnesota           |
| Ricing-Rails                           | Manoominikeshiinyag          | Langs de bovenloop van de St. Croix–rivier in Wisconsin and Minnesota |
| Pillagers                              | Mekamaadwewininiwag          | Leech Lake, Minnesota                                                 |
| Mississaugas                           | Misi-zaagiwininiwag          | Ten noorden van het Erie-meer                                         |
| Nipissing                              | Odishkwaagamiig              | Op de grens van Quebec en Ontario, vlak bij het Nipissingmeer         |
| Doki's Band                            | (Onbekend)                   | In de regio French River in Ontario, vlak bij het Nipissingmeer       |
| Ottawa Lake (Lac Courte Oreilles) Band | Odaawaa-zaaga'iganiwininiwag | Lac Courte Oreilles, Wisconsin                                        |
| Bois Forte Band                        | Zagaakwaandagowininiwag      | Ten noorden van het Bovenmeer                                         |
| Torch (Flambeau) Band                  | Waaswaaganiwininiwag         | Bovenloop van de Wisconsinrivier                                      |
| Muskrat Portage Band                   | Wazhashk-Onigamininiwag      | Noordwestelijk van het Bovenmeer bij de Canadese grens                |

Onderstaand is een overzicht van de verschillende divisies (tribes in de VS en First Nations in Canada) en bands (groepen of clans die samen een tribe vormen) van de Ojibwe Anishinaabeg die tegenwoordig een federale status (overheidserkenning) bezitten en in reservaten leven. Deze ongeveer 60 divisies (en ongeveer evenveel subdivisies) zijn voortgekomen uit de 14 historische divisies die hierboven staan vermeld. In de lijst zijn waar mogelijk - middels enkele en dubbele inspringing - de bands en/of communities uit de VS gecategoriseerd onder de tribe waartoe ze behoren. Alleen de officiële namen (dus niet de traditionele Ojibwenamen) staan vermeld. Erachter staat (tussen haakjes) de provincie of staat vermeld waar de betreffende nation, tribe, band of gemeenschap zich bevindt. De toevoeging ‘Unceded First Nation’ wil zeggen dat het om een natie gaat die nooit een verdrag met de (Canadese) overheid heeft geloten en dus (formeel) niet zijn landrechten heeft overgedragen.
Een groot aantal bands uit Noord-Ontario heeft zich in 1982 politiek, economisch én cultureel verenigd in een Provincial Territorial Organization (PTO): de Nishnawbe Aski Nation (NAN). Deze nieuwe natie bestaat behalve uit Ojibwe-bands uit gemeenschappen van Anishiniwak (Oji-Cree), Woods Cree, Swampy Cree en Moose Cree. In onderstaande lijst staat de vermelding ‘(NAN)’ achter de namen van de Ojibwe-gemeenschappen die deel uitmaken van Nishnawbe Aski; bovendien staat vermeld of het om een ‘Tribal Council’ (stamraad) gaat of een ‘Independent First Nation’’ (een onafhankelijke gemeenschap binnen Nishnawbe Aski).
- Aamjiwnaang First Nation (Ontario)
- Batchewana First Nation of Ojibways (Ontario)
- Bay Mills Indian Community (Michigan)
- Biinjitiwabik Zaaging Anishnabek First Nation (Ontario)
- Bingwi Neyaashi Anishinaabek First Nation (voorheen Sand Point First Nation) (Ontario)
- Cat Lake First Nation (Ontario) (Windigo First Nations Council, NAN)
- Chippewas of Georgina Island First Nation (Ontario)
- Chippewas of Kettle and Stony Point (Ontario)
- Chippewas of Rama Mnjikaning First Nation (Ontario)
- The Chippewas of Nawash Unceded First Nation (Neyaashiinigmiing Indian Reserve No. 27) (Ontario)
- Chippewa of the Thames First Nation (Ontario)
- Chippewas of Saugeen Ojibway Territory (Ontario)
- Chippewa Cree Tribe of Rocky Boys Indian Reservation (Montana)
- Curve Lake First Nation (Ontario)
- Cutler First Nation (Ontario)
- Dokis First Nation (Ontario)
- Grand Traverse Band of Ottawa and Chippewa Indians (Michigan)
- Garden River First Nation (Ontario)
- Asubpeeschoseewagong (Grassy Narrows First Nation, Asabiinyashkosiwagong Nitam-Anishinaabeg)(Ontario)
- Islands in the Trent Waters (Ontario)
- Keeseekoowenin Ojibway First Nation (Manitoba)
- Kinistin Saulteaux Nation (Saskatchewan)
- Kitchenuhmaykoosib Inninuwug First Nation (Big Trout Lake First Nation) (Ontario) (Independent First Nations Alliance, NAN)
- Magnetawan First Nation (Ontario)
- Lac Des Mille Lacs First (Ontario)
- Lac La Croix First Nation (Ontario)
- Lac Seul First Nation (Ontario) (Independent First Nations Alliance, NAN)
- Lake Nipigon Ojibway First Nation (Ontario)
- Lake Superior Chippewa Tribe (Wisconsin)
  - Bad River Chippewa Band (Michigan)
  - Lac Vieux Desert Band of Lake Superior Chippewa (Michigan)
  - L'Anse Indian Reservation|Keweenaw Bay Indian Community
    - L'Anse Band of Chippewa Indians (Michigan)
    - Ontonagon Band of Chippewa Indians (Michigan)

  - Lac Courte Oreilles Band of Lake Superior Chippewa Indians
    - Bois Brule River Band of Lake Superior Chippewa (Wisconsin)
    - Chippewa River Band of Lake Superior Chippewa (Wisconsin)
    - Lac Courte Oreilles Band of Lake Superior Chippewa Indians (Wisconsin)
    - Removable St. Croix Chippewa Indians of Wisconsin (Wisconsin)

  - Lac du Flambeau Band of Lake Superior Chippewa (Wisconsin)
  - Red Cliff Band of Lake Superior Chippewa (Wisconsin)
  - Sokaogon Chippewa Community (Wisconsin)
  - St. Croix Chippewa Indians of Wisconsin
- Little Shell tribe of Chippewa Indians (Montana) (Federale erkenning sinds 29 juli 2011)
- Minnesota Chippewa Tribe
  - Bois Forte Band of Chippewa Indians
    - Bois Forte Band of Chippewa Indians
    - Wauzhushk Onigum First Nation|Muskrat Portage Band of Chippewa Indians

  - Fond du Lac Band of Lake Superior Chippewa
  - Grand Portage Band of Chippewa
  - Leech Lake Band of Ojibwe
    - Cass Lake Band of Chippewa
    - Lake Winnibigoshish Band of Chippewa
    - Leech Lake Band of Pillagers
    - Removable Lake Superior Chippewa Tribe|Lake Superior Bands of Chippewa of the Chippewa Reservation
    - White Oak Point Band of Mississippi Chippewa

  - Mille Lacs Band of Ojibwe
    - Mille Lacs Indians
    - Sandy Lake Band of Mississippi Chippewa
    - Rice Lake Band of Mississippi Chippewa
    - St. Croix Band of Chippewa Indians of Minnesota
      - Kettle River Band of Chippewa Indians
      - Snake and Knife Rivers Band of Chippewa Indians

  - White Earth Band of Chippewa
    - Gull Lake Band of Mississippi Chippewa
    - Otter Tail Band of Pillagers
    - Rabbit Lake Band of Mississippi Chippewa
    - Removable Mille Lacs Indians
    - Removable Sandy Lake Band of Mississippi Chippewa
    - Rice Lake Band of Mississippi Chippewa
- Ojibways of the Pic River First Nation (Ontario)
- Pembina Band of Chippewa Indians (Historisch; Minnesota, Noord-Dakota, Montana)
- Pikangikum First Nation (Ontario)
- Red Lake Band of Chippewa Indians
  - Lac des Bois Band of Chippewa Indians (Minnesota)
- Sandy Bay Ojibway First Nation (Manitoba)
- Sagamok Anishnawbek First Nation (Ontario)
- Saginaw Chippewa Tribal Council (Michigan)
- Sagkeeng First Nation (Manitoba)
- Sault Tribe of Chippewa Indians (Michigan)
- Saulteau First Nation (British Columbia)
- Shawanaga First Nation (Ontario)
- Southeast Tribal Council
  - Berens River First Nation (Manitoba)
  - Bloodvein First Nation (Manitoba)
  - Brokenhead First Nation (Manitoba)
  - Buffalo Point First Nation (Manitoba)
  - Hollow Water First Nation (Manitoba)
  - Black River First Nation (Manitoba)
  - Little Grand Rapids First Nation (Manitoba)
  - Pauingassi First Nation (Manitoba)
  - Poplar River First Nation (Manitoba)
- Turtle Mountain Band of Chippewa Indians (Mikinaakwajiw-ininiwag) (Noord-Dakota)
- Wabasseemoong Independent Nation (Ontario)
- Wabauskang First Nation (Ontario)
- Wabun Tribal Council (NAN)
  - Beaverhouse First Nation (Ontario)
  - Brunswick House First Nation (Ontario)
  - Chapleau Ojibwe First Nation (Ontario)
  - Matachewan First Nation (Ontario)
  - Mattagami First Nation (Ontario)
  - Wahgoshig First Nation (Ontario)
- Wabigoon Lake Ojibway Nation (Ontario)
- Wahnapitae First Nation (Ontario)
- Washagamis Bay First Nation (Ontario)
- Wauzhushk Onigum First Nation (Ontario)
- Whitefish Bay First Nation (Ontario)
- Whitefish Lake (Goodfish) First Nation (Manitoba)
- Whitefish River First Nation (Ontario)
- Whitesand First Nation (Ontario)
- Wikwemikong Unceded First Nation (Ontario)
- Windigo First Nations Council (NAN)
  - Bearskin Lake First Nation (Ontario)
  - Cat Lake First Nation (Ontario)
  - Koocheching First Nation (Ontario)
  - North Caribou Lake First Nation (Ontario)
  - Sachigo Lake First Nation (Ontario)
  - Slate Falls First Nation (Ontario)
  - Whitewater Lake First Nation (Ontario)
- Yellow Quill First Nation (Saskatchewan)